# Rodovia Brigadeiro Faria Lima
A Rodovia Brigadeiro Faria Lima (SP-326) é uma rodovia radial do estado de São Paulo, administrada pelo Departamento de Estradas de Rodagem do Estado de São Paulo (DER-SP) e pelas concessionárias Triângulo do Sol e Tebe.

## Denominações
Recebe as seguintes denominações em seu trajeto:
Nome:	Faria Lima, Brigadeiro, Rodovia
- De - até:	SP-310 - Matão - Barretos - Divisa Minas Gerais (Colômbia)
- Legislação: Lei 780 de 24/11/75

## Descrição
Começa na Rodovia Washington Luís, no Municipio de Matão, e termina na divisa com o Estado de Minas Gerais, na ponte sobre o rio Grande, no municipio de Colômbia.
Possui 173 quilômetros de extensão, sendo 110 duplicados. É administrada pela concessionária EcoNoroeste, em seu precurso possui 3 praças de cobrança de pedágio. A velocidade máxima permitida é de 110 km/h nos trechos duplicados e de 100 km/h nos trechos de pista simples. Seu traçado é predominantemente reto, com poucas curvas bem suaves e constantes aclives e declives também bastante suaves.
A rodovia atravessa uma próspera região do interior paulista, onde se concentram grandes produtores de gado, laranja e cana-de-açúcar, incluindo várias usinas de processamento de álcool e suco de laranja. Serve a importantes municípios como Matão, Santa Ernestina, Jaboticabal, Bebedouro e Barretos.
A rodovia é a mais importante ligação da região, com a Região Central do Estado, interligando cidades como; Araraquara, São Carlos e sucessivamente a Capital do estado.
Principais pontos de passagem: SP 310 - Matão - Jaboticabal - Barretos - Divisa MG

## Características

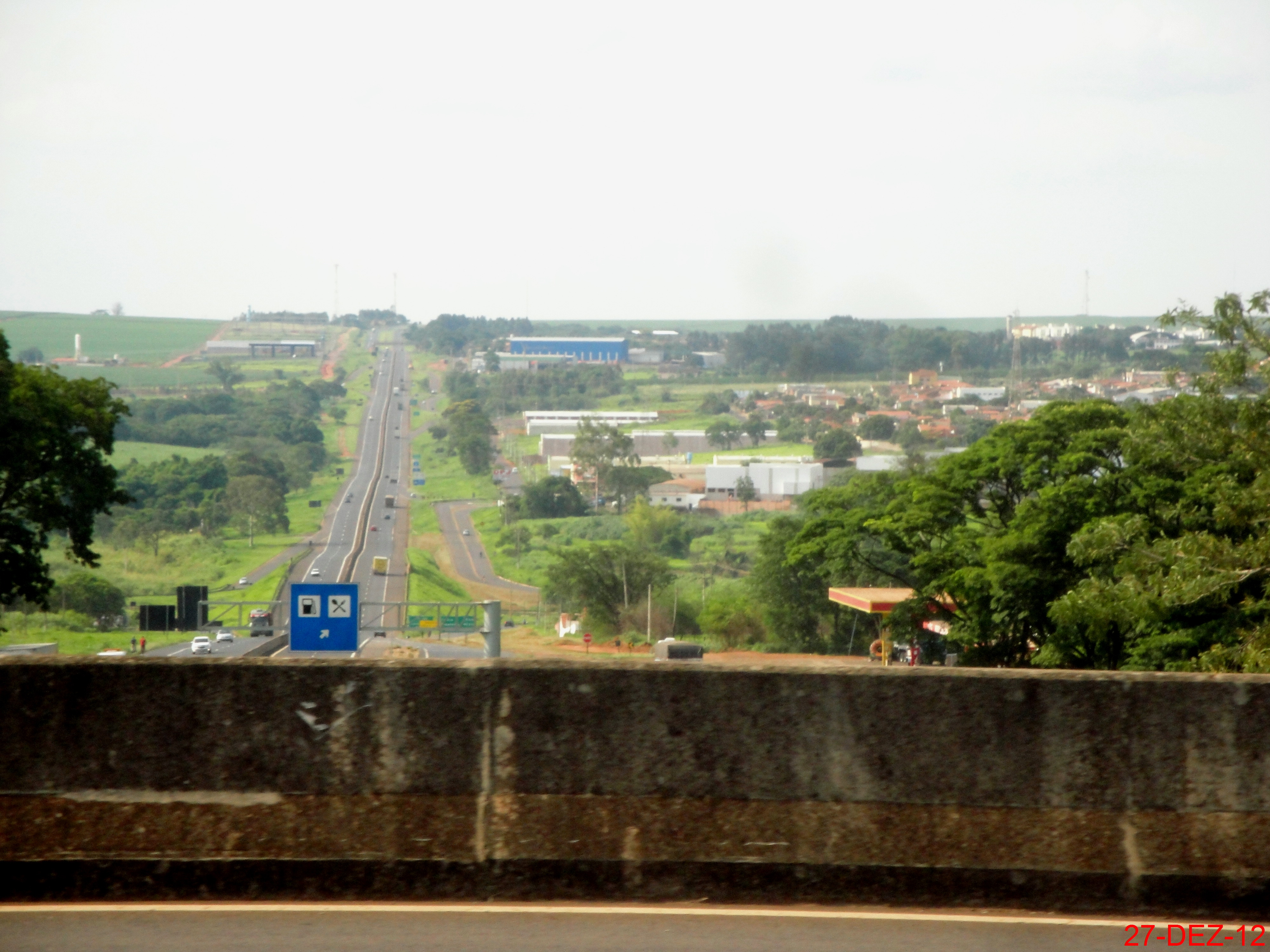
Trecho da SP-326 em Jaboticabal.

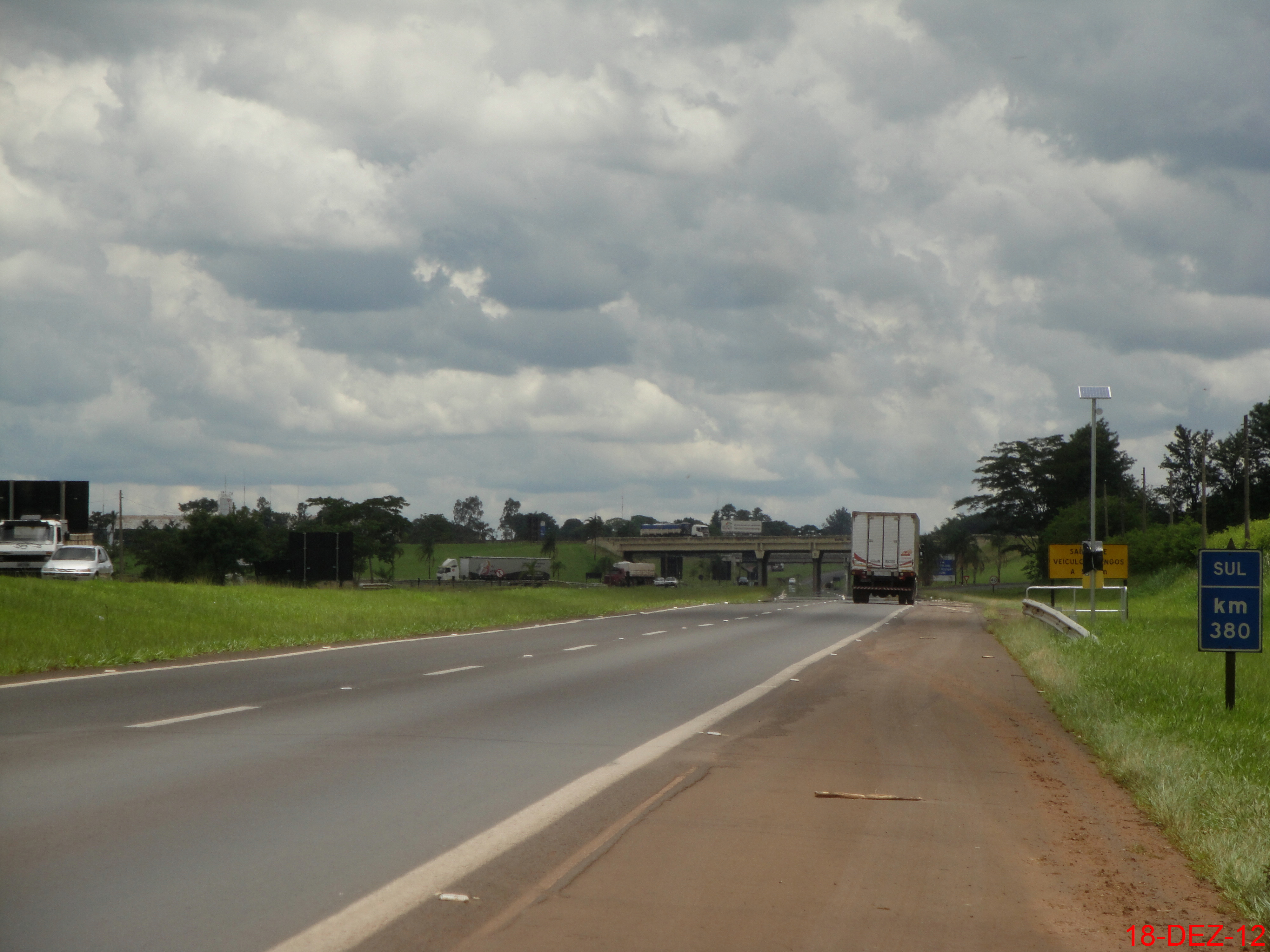
Trecho da SP-326 em Bebedouro.

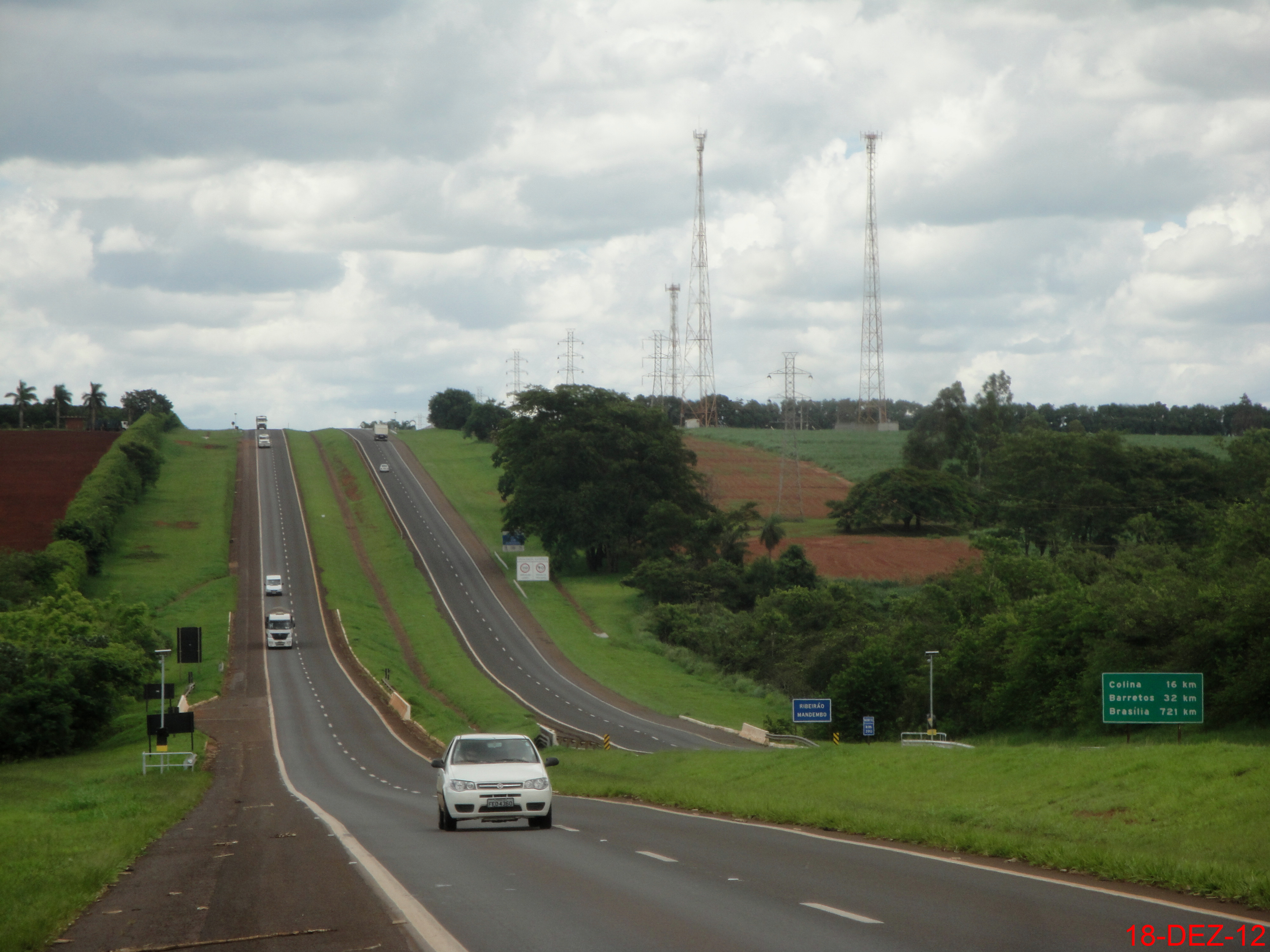
Trecho da SP-326 próximo ao trevo de Terra Roxa.

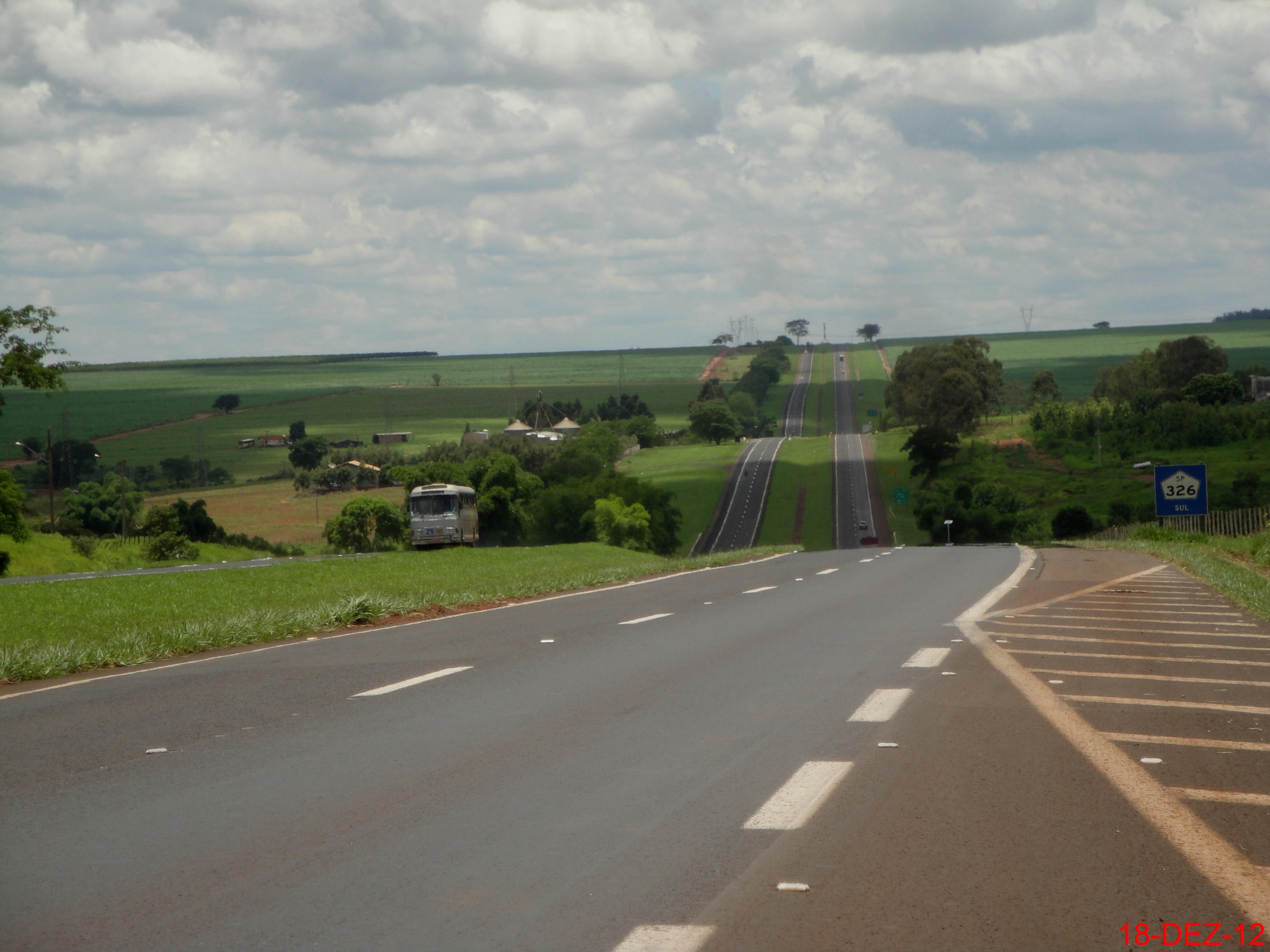
Trecho da SP-326 em Colina.

### Extensão
A rodovia tem um extensão de 175,300 quilômetros.
- km inicial: 293,000
- km final: 468,300

### Localidades atendidas
- Matão
- Silvânia
- Dobrada
- Santa Ernestina
- Guariba
- Taquaritinga
- Córrego Rico
- Jaboticabal
- Taiuva
- Taquaral
- Pitangueiras
- Bebedouro
- Colina
- Barretos
- Laranjeiras
- Colômbia

### Relato descritivo rodoviário
- km 292 (SP-310) – Início da Rodovia Brigadeiro Faria Lima (SP-326), concessão da Triângulo do Sol
- km 298 – Acesso a Distrito Industrial, Jardim Paraíso II e III (Matão)
- km 300 – saída p/ Matão, Silvânia
- km 302 – saída p/ Matão
- km 304 – saída p/ Matão, Motuca
- km 307,9 – Pedágio Dobrada (EcoNoroeste)
- km 312 – saída p/ Dobrada
- km 318 – saída p/ Santa Ernestina
- km 321 – acesso à Usina Bonfim
- km 326 – saída p/ Guariba
- km 331 – acesso à Usina Santa Adélia
- km 336,8 – acesso a Distrito Córrego Rico (Jaboticabal)
- km 337 – Polícia Militar Rodoviária
- km 338 A – saída p/ Rodovia Carlos Tonnani (SP-333), Sertãozinho (48 km), Ribeirão Preto (70 km)
- km 338 B – saída p/ Rodovia Laurentino Mascari (SP-333), Taquaritinga (30 km), Itápolis (70 km)
- km 339 – saída p/ Jaboticabal
- km 340 – saída p/ Jaboticabal
- km 341 – saída p/ Rodovia José Pizarro (SP-305), Monte Alto (22 km), Vista Alegre do Alto (40 km), Pirangi (51 km)
- km 343 – saída p/ Jaboticabal
- km 357 – Pedágio Taiuva (Triângulo do Sol); saída p/ Taiuva, Taiaçu
- km 363 – saída p/ Taquaral, Ibitiúva
- km 376 – saída p/ Bebedouro
- km 378 – Polícia Militar Rodoviária
- km 379 A – saída p/ Bebedouro
- km 379 B – saída p/ Rod. Armando de Sales Oliveira (SP-322), Viradouro (21 km), Pitangueiras (28 km), Ribeirão Preto (84 km)
- km 379 C – saída p/ Rod. Armando de Sales Oliveira (SP-322), Bebedouro, Monte Azul Paulista (23 km), Severínia (43 km), Olímpia (58 km)
- km 383 – Centro de Controle Operacional TEBE; saída p/ Aeroclube de Bebedouro (pista sul)
- km 385 – saída p/ Aeroclube de Bebedouro (retorno pista norte)
- km 389 – acesso a Terra Roxa
- km 397 – Retorno
- km 403 – saída p/ Colina
- km 405 – saída p/ Colina, Jaborandi (via SP-373)
- km 407 – Retorno
- km 407,5 – Pedágio Colina (EcoNoroeste)
- km 410 – acesso a Severínia (via SP-373)
- km 411 – Polícia Militar Rodoviária
- km 413 – acesso ao 33º BPMI (Polícia Militar)
- km 420 – acesso a Fundação Pio XII; Hospital do Câncer de Barretos
- km 421 – saída p/ Barretos (Av. Pref. Roberto Frade Monte; Av. Pedro Vicentini)
- km 423 – saída p/ Barretos
- km 425 – saída p/ Barretos
- km 426 A – saída p/ Rod. Assis Chateaubriand (SP-425), Guaíra (40 km), Miguelópolis (73 km), Franca (134 km)
- km 426 B – saída p/ Rod. Assis Chateaubriand (SP-425), Olímpia (45 km), São José do Rio Preto (90 km);
- km 427 – acesso ao Parque do Peão (Barretos)
- km 452 – acesso ao Distrito Laranjeiras (Colômbia)
- km 466 – início de trecho no perímetro urbano de Colômbia
- km 468 – ponte sobre o Rio Grande (divisa SP/MG). Fim da rodovia Brigadeiro Faria Lima.